# Vincenzo Lippolis
Vincenzo Lippolis (Grumo Appula, 22 luglio 1948) è un giurista e docente italiano.

## Biografia
È stato professore ordinario di Diritto pubblico comparato nella Facoltà di Scienze politiche dell'Università degli Studi di Napoli Federico II dal 2002 al 2007 e successivamente nella Facoltà di Scienze Politiche dell'Università degli Studi Internazionali (UNINT) di Roma dal 2007 al 2018.
Dal 1973 al 2002 è stato consigliere della Camera dei deputati, raggiungendo la carica di vicesegretario generale. In seguito, dal 2002 al 2009 è stato componente della Commissione di garanzia dell'attuazione della legge sullo sciopero nei servizi pubblici essenziali e dal 2005 al 2009 componente del Consiglio di Presidenza della giustizia amministrativa (ricoprendo per un anno la carica di Vicepresidente). Da settembre 2009 sino a novembre 2011 è stato capo di gabinetto del Ministro per i rapporti con il Parlamento, Elio Vito durante il governo Berlusconi IV. Inoltre, dal 2009 al 2012 è stato componente del Comitato tecnico-scientifico del Seminario di formazione permanente della Corte dei conti.
Nel 2012 ha fatto parte, in rappresentanza dello Stato, della Commissione paritetica per l’attuazione dello Statuto della Regione Trentino-Alto Adige. L'11 giugno 2012 è stato nominato componente del Comitato di redazione della Commissione per le riforme costituzionali istituita con decreto del Presidente del Consiglio dei Ministri.

## Opere
È autore dei volumi:
- La Costituzione italiana e la formazione dei trattati internazionali (editore Maggioli 1989)
- La cittadinanza europea (editore il Mulino, 1994)
- Partiti. Maggioranza. Opposizione (editore Jovene, 2007)
- Il bipolarismo conflittuale. Il regime politico della Seconda Repubblica (in collaborazione con G. Pitruzzella; editore Rubbettino, 2007)
- La repubblica del Presidente. Il settennato di Giorgio Napolitano. (in collaborazione con G. M. Salerno; editore il Mulino, 2013)
- La presidenza più lunga. I poteri del capo dello Stato e la costituzione (in collaborazione con G.M. Salerno; editore il Mulino 2016)

È autore, in collaborazione con T.Martines, G. Silvestri, C. Decaro, R. Moretti, del manuale: “Diritto parlamentare” (editore Giuffrè, 2005; II edizione 2011).
Ha collaborato all’Enciclopedia giuridica Treccani, al Commentario della Costituzione (edito da Zanichelli), al Dizionario di diritto pubblico (ed. Giuffrè), alla Storia d’Italia (ed. Einaudi), al Dizionario di politica (ed. Utet).